# Servizio ferroviario suburbano della Moravia-Slesia
Il servizio ferroviario suburbano della Moravia-Slesia, colloquialmente detto Esko ("S") è un servizio ferroviario suburbano che serve la regione di Moravia-Slesia, nella Repubblica Ceca.
Al 2016 risulta composto da ventiquattro linee:
- ventuno hanno carattere locale e servono tutte le stazioni intermedie. I treni che vi circolano sono classificati con la sigla Os (dal ceco osobní vlak), categoria di servizio corrispondente a quella di treno regionale;
- tre sono linee espresse e fermano solo in alcune stazioni. I treni che vi circolano sono classificati con la sigla Sp (spěšný vlak) oppure R (rychlík), categorie di servizio corrispondenti a quelle, rispettivamente, di treno diretto e treno espresso.

Tutte le linee sono gestite dall'operatore ferroviario statale České dráhy, con l'eccezione della S17 gestita dall'operatore privato GW Train Regio.
Il servizio è cadenzato solo su alcune relazioni e comprende anche treni diretti fuori regione. È attivo un sistema tariffario integrato a livello regionale, denominato ODIS.

## Storia
Il servizio venne attivato il 14 dicembre 2008 con sette linee, cinque locali e due espresse, concentrate nei distretti nord-orientali di Opava, Ostrava e Karviná. Nel 2010 fu esteso a sud-ovest con l'apertura della S6 tra Ostrava e Frenštát pod Radhoštěm, seguita l'anno successivo dalle linee S7 (Frýdek-Místek - Český Těšín) e S10 (Opava - Rýmařov).
Con il cambio d'orario del 14 dicembre 2014 la rete si è estesa fino a ricomprendere l'intero servizio regionale della Moravia-Slesia, indipendentemente dalla frequenza delle singole linee. Tra le particolarità si segnalano la linea S22, che ha carattere internazionale avendo il proprio capolinea a Čadca, in Slovacchia, mentre la linea S16 è una ferrovia a scartamento bosniaco di 760 mm.
Il 14 aprile 2015 è entrato in esercizio il prolungamento della linea S2 da Studénka fino all'aeroporto di Ostrava, della lunghezza di 8 km (di cui 3 di nuova costruzione) e servito a cadenza bioraria. Dal 13 dicembre dello stesso anno il servizio per l'aeroporto è assicurato dalla nuova linea S4 per Bohumín, con passaggi calibrati in relazione agli orari di maggiore concentrazione dei voli; conseguentemente il capolinea della S2 è stato arretrato ad Ostrava.

## Rete
| Linea | Percorso                                     | Inaugurazione o integrazione | Ultima estensione | Lunghezza | Stazioni | Frequenza          | Note                                |
| ----- | -------------------------------------------- | ---------------------------- | ----------------- | --------- | -------- | ------------------ | ----------------------------------- |
| S 1   | Opava východ - Český Těšín                   | 2008                         | -                 | 69 km     | 20       | 60 min             |                                     |
| S 2   | Ostrava-Svinov - Mosty u Jablunkova          | 2008                         | 2015              | 72 km     | 21       | 60 min             |                                     |
| S 3   | Bohumín - Jeseník nad Odrou                  | 2014                         | -                 | 46 km     | 10       |                    |                                     |
| S 4   | Bohumín - Mošnov, Ostrava Airport            | 2015                         | -                 | 39 km     | 9        | 9 coppie al giorno |                                     |
| S 5   | Frýdlant nad Ostravicí - Ostravice           | 2014                         | -                 | 7 km      | 5        |                    |                                     |
| S 6   | Ostrava hl.n. - Valašské Meziříčí            | 2010                         | 2014              | 72 km     | 20       | 60 min             |                                     |
| S 7   | Frýdek-Místek - Český Těšín                  | 2011                         | -                 | 7 km      | 5        |                    |                                     |
| S 8   | Studénka - Veřovice                          | 2014                         | -                 | 27 km     | 9        |                    |                                     |
| S 10  | Opava východ - Rýmařov                       | 2011                         | -                 | 75 km     | 19       | 120 min            |                                     |
| S 11  | Opava východ - Hlučín                        | 2008                         | -                 | 22 km     | 10       | 60 min             |                                     |
| S 12  | Kravaře ve Slezsku - Chuchelná               | 2008                         | -                 | 10 km     | 4        | 60 min             |                                     |
| S 13  | Opava východ - Hradec nad Moravicí           | 2008                         | -                 | 8 km      | 4        | 60 min             |                                     |
| S 15  | Krnov - Jindřichov ve Slezsku                | 2014                         | -                 | 23 km     | 6        | 7 coppie al giorno |                                     |
| S 16  | Třemešná ve Slezsku - Osoblaha               | 2014                         | -                 | 20 km     | 9        | 5 coppie al giorno |                                     |
| S 17  | Milotice nad Opavou - Vrbno pod Pradědem     | 2014                         | -                 | 20 km     | 10       |                    |                                     |
| S 21  | (Bohumín-) Dětmarovice - Petrovice u Karviné | 2014                         | -                 | 14 km     | 5        |                    |                                     |
| S 22  | Mosty u Jablunkova - Čadca                   | 2014                         | -                 | 11 km     | 4        | 4 coppie al giorno |                                     |
| S 31  | Studénka - Bílovec                           | 2014                         | -                 | 7 km      | 4        |                    |                                     |
| S 32  | Suchdol nad Odrou - Fulnek                   | 2014                         | -                 | 10 km     | 4        | 120 min            |                                     |
| S 33  | Suchdol nad Odrou - Budišov nad Budišovkou   | 2014                         | -                 | 39 km     | 11       |                    |                                     |
| S 34  | Suchdol nad Odrou - Nový Jičín               | 2014                         | -                 | 8 km      | 3        | 120 min            |                                     |
| R 1   | Opava východ - Ostrava hl.n. - Český Těšín   | 2008                         | -                 | 82 km     | 14       | 120 min            |                                     |
| R 7   | Bohumín - Suchdol nad Odrou                  | 2014                         | -                 | 46 km     | 5        | 60 min             | Tutti i treni proseguono per Brno   |
| R 10  | Ostrava střed - Moravský Beroun              | 2008                         | 2014              | 116 km    | 16       | 120 min            | Alcuni treni proseguono per Olomouc |